# Confederazione Italiana Sindacati Lavoratori
La Confederazione Italiana Sindacati Lavoratori (CISL) è una confederazione sindacale italiana di ispirazione cattolica e riformista fondata a Roma il 30 aprile 1950. Storicamente fu collaterale al partito della Democrazia Cristiana, pur mantenendo sempre la propria autonomia dall'area politica e confessionale di appartenenza.

## Storia

### Prodromi
Prima del fascismo, sull'onda dell'impegno del movimento cattolico prodotto dalla enciclica di papa Leone XIII, Rerum novarum, era esistita, dal 1918 al 1926, una Confederazione Italiana dei Lavoratori (CIL).

### Origini
L'odierna CISL, fondata il 30 aprile 1950, ha le sue origini nella  Libera CGIL (LCGIL). La LCGIL fu costituita il 15 settembre del 1948 da una scissione della corrente cristiana guidata dalle ACLI della neonata Confederazione Generale Italiana del Lavoro (CGIL), frutto del Patto di Roma, firmato da Giuseppe Di Vittorio, Emilio Canevari, Bruno Buozzi e Achille Grandi. Il nome Libera CGIL fu mantenuto per quasi 19 mesi e voleva sottolineare, dal punto di vista dei fondatori di tale sindacato, la differenza con la CGIL da cui si era appena scissa.
Dopo la sconfitta alle elezioni politiche del 18 aprile 1948 il PCI e il PSI, uniti nel FDP, confermarono la scelta di stare all'opposizione, maturata circa un anno prima al ritorno di De Gasperi dal viaggio negli Stati Uniti: si formò il V governo De Gasperi, con forte orientamento occidentalista, che escludeva i due principali partiti della sinistra.
La CGIL stava rafforzando in quel periodo i suoi rapporti con il PCI,  e in conseguenza di ciò aveva proclamato una serie di scioperi contro il piano Marshall, il Patto Atlantico e la politica filo-occidentale dell'esecutivo guidato da De Gasperi; ciò causò forti frizioni con le sue correnti interne cristiane, laiche e riformiste, che invece facevano riferimento proprio ai partiti che reggevano il governo.
L'evento che diede inizio alla scissione fu la proclamazione dello sciopero generale in seguito al ferimento, il 14 luglio 1948, del segretario del PCI Palmiro Togliatti, da parte dello studente Antonio Pallante.
Agli occhi della corrente cristiana interna alla CGIL, che si riconosceva principalmente nella DC, questa fu la palese dimostrazione dell'appiattimento della confederazione sulle posizioni del PCI, e quindi del tradimento del Patto di Roma, che prevedeva l'indipendenza dai partiti politici.

### Fondazione Libera CGIL
Per questo motivo, il 15 settembre 1948 il gruppo d'ispirazione cristiana della CGIL, insieme alle ACLI e ad altri gruppi legati alla DC guidati da Valentino Bertossi, a sindacalisti d'ispirazione repubblicana e socialdemocratica (anch'essi legati a partiti in quel momento al governo) decisero di rendersi indipendenti dalla CGIL e fondarono la Libera CGIL.
A tale evento concorsero anche le influenze degli ambienti americani che si prodigarono attraverso finanziamenti e pressioni politiche, simili a quelle già fatte a favore della DC e degli altri partiti centristi nelle elezioni del 1948, per la creazione di un sindacato moderato da contrapporre alla CGIL, che agli occhi degli americani era irrecuperabilmente comunista e andava perciò contenuta.
Dopo la scissione nella CGIL rimasero quindi solo le correnti comunista e socialista, oltre all'area laica e riformista.

### Fusione con parte della FIL e nascita della CISL
L'area laica e riformista - costituita da repubblicani, socialdemocratici e socialisti autonomisti di Giuseppe Romita - fuoriuscì anch'essa dalla CGIL il 17 maggio 1949, dando vita alla FIL.
Gli americani spingevano per un'unione della LCGIL con la FIL, al fine di creare un grande sindacato moderato, filogovernativo, da contrapporre alla CGIL.
Il 29 gennaio 1950, con il Congresso di Napoli, la FIL deliberò la fusione con la LCIGL; la decisione determinò tuttavia un'ulteriore spaccatura, in quanto solo la dirigenza della FIL confluì nella LCGIL, mentre la base fondò la UIL. Il 30 aprile 1950 la LCGIL assunse il nome, che ancor oggi conserva, di CISL.
Anche la natura aconfessionale del sindacato destò dibattiti, dentro e fuori la neonata associazione: "la medesima questione venne dibattuta all’interno della Democrazia Cristiana, anche dopo la costituzione della Cisl. Come altri dirigenti che erano «stufi dell’anarchia» della Cisl, il vicepresidente del consiglio Attilio Piccioni riteneva che l’ipotesi di un sindacalismo completamente distaccato dalla politica era inconcepibile in Italia. Guido Gonella, segretario del partito, mostrava una posizione esplicita: «il concetto del sindacato libero è grossolanamente errato e diventa oppressivo quando si ritiene escludere da esso ogni presenza di un ordine sistematico di idee (ideologie) al quale il lavoratore ha il diritto di aderire ed essere fedele con assoluta coerenza»".

### Gli anni '70
I rapporti tra le confederazioni, in questi anni, erano ancora caratterizzati sempre da serie difficoltà, ciò nonostante cominciarono a realizzarsi momenti di unità d'azione. I sindacalisti-parlamentari della CISL si impegnarono, in Parlamento, per un ruolo più attivo e autonomo delle aziende a partecipazione statale che già dal 1956, grazie all'iniziativa della CISL, si erano distaccate dalla Confindustria dando vita all'Intersind, consentendo di creare un sistema articolato di contrattazione con il sindacato.
In questi anni si ebbero le prime grandi lotte unitarie, quelle di siderurgici, elettromeccanici e le vertenze aziendali a Milano. Il contratto dei metalmeccanici del 1963 è il punto di arrivo della mobilitazione di questo periodo. Il sindacato riuscì a conquistare il diritto di contrattare in azienda i premi di produzione, le qualifiche e i cottimi (cioè la retribuzione a rendimento). Fare attività sindacale nei luoghi di lavoro, però, spesso poteva ancora costare anche il licenziamento. Era difficile per il sindacato entrare in fabbrica, indire riunioni o assemblee.
Nel 1969, il VI Congresso CISL sancì l'incompatibilità tra cariche politiche e cariche sindacali. Da questo momento la CISL non avrà più una rappresentanza parlamentare. Sono anni, questi, in cui le lotte dei lavoratori, insieme con quelle studentesche e con le guerre di liberazione nel Terzo Mondo, mostrarono un volto nuovo e mettono in discussione il modo di essere del sindacato. Sono anche gli anni della rivolta studentesca e del terrorismo, sia brigatista che neofascista, e la CISL si impegna in modo attivo nella difesa delle libertà democratiche.
Nel luglio del 1972, dopo tre anni di contrattazioni, si giunse alla fondazione della Federazione unitaria,  che doveva essere un momento transitorio per tornare all'unità sindacale, cosa che nei fatti non avvenne. Nel 1975 si giunge ad un accordo interconfederale in cui è previsto il miglioramento del rapporto tra salario e pensioni, l'unificazione del punto di contingenza per tutti i lavoratori e la riforma della cassa integrazione guadagni. Nel 1978 l'assemblea dei delegati della Federazione unitaria fa propria l'idea di una politica sindacale attenta alla politica economica del paese e non solo a quella strettamente lavoristica.

### Gli anni '80 ed i primi anni '90
In questi anni la CISL è interprete costante e rigorosa delle scelte fatte nel 1978 e ha un ruolo determinante nella stipula di importanti accordi. 
Sono gli anni delle due crisi petrolifere che portano globalmente a una recessione pesante, all'inflazione al 15-20%. Con l'accordo del 1983 viene diminuito il costo del lavoro attraverso un intervento di alleggerimento della scala mobile, mentre con quello del 1984 si fece scendere il tasso d'inflazione sotto quota 10%, cosa che non accadeva dal 1974, ma generò polemiche, tanto che venne promosso un apposito referendum abrogativo. Il referendum, sostenuto dal PCI e dalla componente comunista della CGIL, si svolge nel 1985, ma la maggioranza degli italiani vota contro l'abrogazione del taglio e, quindi, a favore del mantenimento della legge.
La situazione istituzionale italiana agli inizi degli anni novanta, alimentata sia dalle vicende politiche internazionali, sia dall'intreccio di scandali politici scoperti dalla magistratura, risultò particolarmente difficile. Nel 1992 e nel 1993 furono firmati due protocolli. Il primo mise sotto controllo il debito pubblico e l'inflazione, il secondo assunse la concertazione come metodo. Agli inizi del 1994 si cominciarono a votare in tutte le realtà lavorative le rappresentanze sindacali unitarie, un modo più democratico di concepire il rapporto con i lavoratori e la loro azione negoziale e primo passo verso la costruzione di un sindacato unitario.

## Organizzazione
La CISL ha una duplice struttura organizzativa verticale ed orizzontale. Da un lato vi sono le strutture di categoria, che organizzano i lavoratori addetti a produzioni simili (ad esempio insegnanti, enti locali, operai edili, bancari, trasporti); dall'altra una struttura organizzativa intercategoriale (la confederazione) a cui sono affiliate tutte le categorie. I livelli territoriali in cui sono articolate le strutture organizzative sono quattro. La CISL è membro della Confederazione Europea dei Sindacati (CES).

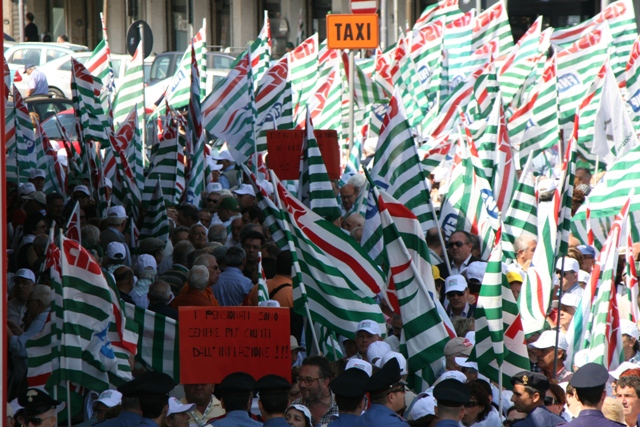
Una manifestazione di pensionati CISL a Messina

### Il luogo di lavoro
Il sindacato è presente nei luoghi di lavoro con le Rappresentanze sindacali unitarie (Rsu) elette per due terzi direttamente dai lavoratori e per la parte restante da esponenti designati dalle organizzazioni sindacali che stipulano i contratti collettivi di lavoro, secondo regole democratiche concordate tra sindacati dei lavoratori e associazioni imprenditoriali.
Le Rsu sono titolari dei diritti sindacali relativi alla gestione dei permessi sindacali, delle assemblee dei lavoratori, delle affissioni, dei rapporti con la controparte aziendale.
Le Rsu sono inoltre titolari della contrattazione aziendale, con il concorso ed il sostegno dei sindacati di categoria, secondo le modalità definite dal contratto collettivo nazionale di lavoro.

### Il Territorio
raccoglie i lavoratori di un territorio ben determinato geograficamente da alcune caratteristiche: sociali, amministrative, produttive, economiche. Il comprensorio è la base della struttura orizzontale del sindacato. Il comprensorio è anche detto Unione sindacale territoriale. Il comprensorio può essere suddiviso in Unioni zonali ed in Unioni comunali.

### La regione
Il livello regionale raccoglie tutti i comprensori situati nella stessa regione geografica. Ogni struttura regionale prende il nome di Unione sindacale regionale e raccoglie i sindacati di categoria presenti nella regione.

### Il livello nazionale
Questo livello raccoglie tutte le organizzazioni regionali. La Confederazione nazionale raccoglie al suo interno tutte le Federazioni nazionali di categoria.
Gli organismi vengono eletti ogni quattro anni dai congressi, che si tengono ai vari livelli organizzativi, seguendo due criteri:
a. dal luogo di lavoro al livello nazionale di ogni categoria;
b. dal verticale all'orizzontale, cioè dalle Federazioni di categoria alla Confederazione.
I congressi consentono, attraverso regole democratiche, la partecipazione degli iscritti alla formazione delle scelte politiche dell'organizzazione e all'elezione dei componenti degli organismi che dovranno garantire l'attuazione di tali scelte.

## Federazioni di categoria
La CISL, con 4069111 iscritti dichiarati al 2020, è la seconda confederazione sindacale d'Italia.
È presente in tutti i settori del mondo lavorativo, pur mantenendo una forte presenza nel settore pubblico.
È articolata in 19 federazioni di categoria.
| Nome                                                                         | Abbreviazione    | Fondazione | Note |
| ---------------------------------------------------------------------------- | ---------------- | ---------- | --- |
| Federazione Italiana Metalmeccanici                                          | FIM              | 1950       | Addetti dell'industria siderurgica, meccanica, dell'auto, cantieristica, elettronica. |
| Federazione nazionale pensionati                                             | FNP              | 1948       | Lavoratori e persone in pensione. |
| Federazione agricola alimentare ambientale industriale                       | FAI              | 1997       | Addetti dell'industria alimentare, delle aziende agricole, zootecniche, florovivaistiche e dipendenti dei Monopoli di Stato. |
| Federazione energia, moda, chimica e affini                                  | FEMCA            | 2001       | Addetti dell'industria chimica, farmaceutica, petrolifera, dipendenti aziende del gas e dell'acqua, lavoratori delle miniere, della gomma, della plastica, della ceramica, del vetro. Addetti dell'industria tessile, dell'abbigliamento, degli accessori per l'abbigliamento, dei giocattoli, delle calzature. Federazione nata nel 2001 dall'accorpamento delle due categorie Filta e Flerica. Scopo di questa federazione è quello di organizzare i propri associati nei luoghi di lavoro, stipulare contratti aziendali, territoriali e nazionali. |
| Federazione lavoratori aziende elettriche italiane                           | FLAEI            | 1949       | Dipendenti Enel, delle aziende elettriche municipalizzate, dei Centri studi sui problemi energetici. |
| Federazione Italiana Reti dei Servizi del Terziario                          | FIRST            | 2015       | Lavoratori dipendenti delle banche e delle compagnie di assicurazione, dipendenti Abi (Associazione Bancaria Italiana). L'attuale First nasce dalla fusione della Fib, sindacato dei soli lavoratori bancari, con la Fila, sindacato dei lavoratori assicurativi. Questa operazione di accorpamento avvenuta nel 1981, ha messo insieme il patrimonio della Fib, il cui primo congresso datava 1951, con quello della Fila, che aderì alla confederazione nel 1958. La First aderisce all'UNI Global Union che rappresenta i lavoratori dei servizi privati in 120 paesi. |
| Federazione italiana lavoratori costruzioni e affini                         | FILCA            | 1955       | La Filca è la Federazione di categoria della CISL che organizza gli addetti dell'edilizia, dell'industria del legno, del cemento, dei laterizi, del marmo e della pietra. È organizzata in strutture periferiche presenti in tutti i capoluoghi di regione e in tutte le province italiane. A livello internazionale aderisce alla FETBB (Federazione Europea dei Lavoratori dell'Edilizia e del Legno) ed alla BWI (Federazione Internazionale dei Lavoratori dell'Edilizia e del Legno). Dal mese di gennaio 2003 è Segretario Generale della FILCA Domenico Pesenti, confermato al Congresso del 2013. Nel 2012 hanno aderito alla Filca Cisl, tramite le 126 Federazioni territoriali e regionali, 302.067 lavoratori (operai, impiegati e quadri). |
| Federazione dello spettacolo, informazione e telecomunicazioni               | FISTEL           | 1997       | Addetti dell'industria tipografica, cartaria, lavoratori dell'informazione (emittenza pubblica e privata), dello spettacolo, delle telecomunicazioni e gli addetti agli appalti telefonici. |
| Unione generale coltivatori                                                  | UGC              | 1983       | Produttori agricoli singoli e associati (coltivatori diretti, imprenditori agricoli a titolo principale e part-time, coloni e mezzadri). |
| Federazione dei lavoratori pubblici e servizi                                | CISL FP          | 1999       | Dipendenti della Sanità, degli ospedali, delle Asl, delle cliniche private, delle Regioni, delle Province e dei Comuni. Dipendenti dello Stato, degli enti pubblici non economici, degli organi costituzionali, ambasciate e consolati. |
| Sindacato della scuola                                                       | CISL SCUOLA      | 1997       | Lavoratori delle scuole di ogni ordine e grado. |
| Sindacato dell'Università                                                    | CISL UNIVERSITA' | -          | Personale docente e non docente degli Atenei e Centri universitari. |
| Federazione dei lavoratori delle poste                                       | SLP              | 1993       | Dipendenti dell'azienda Poste Spa e di Società di appalto postale. |
| Federazione italiana trasporti                                               | FIT              | 1950       | Dipendenti delle Ferrovie dello Stato, autoferrotranvieri, internavigatori (navigazione lacuale), ausiliari del traffico, dipendenti Anas e autostrade, facchini, lavoratori portuali e del mare. |
| Federazione Italiana Sindacati Addetti Servizi Commerciali, Affini e Turismo | FISASCAT         | 1948       | Addetti ad attività commerciali e servizi, del turismo, al culto e spettacoli viaggianti, ippica, agenzie del Totip, case da gioco, istituzioni socio-assistenziali, dipendenti civili delle Basi americane e Nato, lavoratori di imprese di pulizia, colf e badanti, Guardie Particolari Giurate. |
| Federazione innovazione e ricerca                                            | FIR              | -          | Dipendenti degli Enti pubblici di ricerca e sperimentazione. |
| Federazione Nazionale Sicurezza                                              | FNS              | 2009       | Lavoratori del Corpo dei Vigili del Fuoco, della Polizia Penitenziaria e del Corpo Forestale dello Stato. |
| Federazione dei Lavoratori Somministrati, Autonomi ed Atipici                | FELSA            | 2009       | Comprende il mondo dei lavoratori nei lavori non standard: somministrati, collaborazioni coordinate, partite iva e il lavoro autonomo, quest'ultimo espresso nelle numerose associazioni professionali e sindacati di settore. |
| Sindacato dei medici                                                         | CISL MEDICI      | 2005       | Medici e veterinari dipendenti del Ssn e medici convenzionati (medicina generale, specialistica ambulatoriale e pediatrica, guardia medica e continuità assistenziale, medicina dei servizi). |

### Altre associazioni
Nel corso degli anni la CISL ha dato vita ad associazioni, società o cooperative che si occupano di particolari settori:
- Inas, Istituto Nazionale di Assistenza Sociale, è il patronato della CISL che, dal 1955, si occupa, gratuitamente, della tutela dei cittadini per i problemi previdenziali, assistenziali e per quanto riguarda l'assicurazione per gli infortuni sul lavoro;
- CAF-CISL, centro di assistenza fiscale, nato nel 1993, opera per fornire ad iscritti, lavoratori e pensionati assistenza e consulenza nel campo fiscale e delle agevolazioni sociali. L'intento fu quello di offrire servizi fiscali e sociali a prezzi più competitivi. Uno dei primi Centri di Assistenza fiscale ad aprire, pur combattendo una notevole attività ostativa da parte degli ordini professionali interessati, fu sempre in quell'anno a Modena sull'impulso dell'attuale direttore tecnico, il commercialista Vito Rosati;
- Ial-CISL Archiviato il 27 settembre 2007 in Internet Archive. è un istituto di formazione nato dalla Scuola di Firenze;
- Cenasca, Centro Nazionale Associazionismo Sociale Cooperazione Autogestione, opera con lo scopo di promuovere il lavoro nel campo dell'economia sociale, della cooperazione, del no-profit, dell'associazionismo e di tutte le forme di lavoro associato, atipico e innovativo;
- ETSI è l'ente della CISL preposto ai servizi del tempo libero e costituito tra tutti i soci della CISL. Scopo dell'ETSI è promuovere la crescita culturale dei propri associati e lo sviluppo delle attività sportive e ricreative;
- Sicet, Sindacato Inquilini Casa e Territorio, è un'organizzazione sindacale che ha avviato la sua esperienza negli anni settanta, assai vicino alla CISL ed alle ACLI, per la difesa e l'affermazione al diritto alla casa e all'abitare;
- Adiconsum è un'Associazione di Consumatori costituita nel 1987;
- Istituto Sindacale per la Cooperazione allo Sviluppo (ISCOS), è un'organizzazione di supporto allo sviluppo dei paesi poveri (sito);
- ANOLF, Associazione Nazionale Oltre Le Frontiere, nata nel 1989, è un'associazione di immigrati di varie etnie a carattere volontario, democratico che ha come scopo la fratellanza tra i popoli, nello spirito della Costituzione italiana.

## Simbolo
I colori della Cisl sono quelli della bandiera italiana con una sensibile prevalenza del colore verde rispetto al rosso, a testimonianza della natura libera, autonoma e federale del sindacato Cisl.

## Struttura

### Segretari generali
| Segretario | Segretario | Segretario                 | Mandato          | Mandato           |
| Segretario | Segretario | Segretario                 | Inizio           | Fine              |
| ---------- | ---------- | -------------------------- | ---------------- | ----------------- |
|            |            | Giulio Pastore (1902-1969) | 30 aprile 1950   | 21 luglio 1958    |
|            |            | Bruno Storti (1913-1994)   | 21 luglio 1958   | dicembre 1976     |
|            |            | Luigi Macario (1920-1994)  | gennaio 1977     | 2 maggio 1979     |
|            |            | Pierre Carniti (1936-2018) | 2 maggio 1979    | 6 febbraio 1985   |
|            |            | Franco Marini (1933-2021)  | 6 febbraio 1985  | 13 marzo 1991     |
|            |            | Sergio D'Antoni (1946)     | 13 marzo 1991    | 9 giugno 2000     |
|            |            | Savino Pezzotta (1943)     | 10 giugno 2000   | 4 aprile 2006     |
|            |            | Raffaele Bonanni (1949)    | 4 aprile 2006    | 24 settembre 2014 |
|            |            | Annamaria Furlan (1958)    | 8 ottobre 2014   | 16 febbraio 2021  |
|            |            | Luigi Sbarra (1960)        | 3 marzo 2021     | 12 febbraio 2025  |
|            |            | Daniela Fumarola (1966)    | 12 febbraio 2025 | in carica         |

### Segretari generali aggiunti
| Segretario                  | Mandato                             |
| --------------------------- | ----------------------------------- |
| Luigi Morelli               | 1951 – 1954                         |
| Bruno Storti                | 1954 – 23 marzo 1959                |
| Dionigi Coppo               | 1959 – 1969                         |
| Vito Scalia                 | 1969 – 1973                         |
| Luigi Macario               | 1973 – gennaio 1977                 |
| Pierre Carniti              | gennaio 1977 – 2 maggio 1979        |
| Franco Marini               | 1979 – 1985                         |
| Eraldo Crea e Mario Colombo | 1985 – 1989                         |
| Sergio D'Antoni             | 1989 – 1991                         |
| Raffaele Morese             | 1991 – 21 ottobre 1998              |
| Savino Pezzotta             | dicembre 1998 – 10 giugno 2000      |
| Pier Paolo Baretta          | aprile 2006 – febbraio 2008         |
| Giorgio Santini             | 2010 – 2013                         |
| Annamaria Furlan            | 24 giugno 2014 – 8 ottobre 2014     |
| Luigi Sbarra                | 28 marzo 2018 – 3 marzo 2021        |
| Daniela Fumarola            | 19 dicembre 2023 – 12 febbraio 2025 |